# Cmentarz wojenny nr 159 – Lichwin-Łazy
Cmentarz wojenny nr 159 w Lichwinie – austriacki cmentarz z  I  wojny światowej znajdujący się w Lichwinie w powiecie tarnowskim, w gminie Pleśna. Jeden z ponad 400 zachodniogalicyjskich cmentarzy wojennych zbudowanych przez Oddział Grobów Wojennych C. i K. Komendantury Wojskowej w Krakowie. W VI okręgu tarnowskim cmentarzy tych jest 63.

## Opis cmentarza
Cmentarz znajduje się na wzgórzu, bezpośrednio przy drodze prowadzącej przez miejscowość Meszna Opacka. Drogą tą prowadzi zielony szlak rowerowy. Cmentarz zaprojektowany został przez Heinricha Scholza na planie prostokąta. Ogrodzenie cmentarza tworzy odnowiony drewniany płot segmentowy. Wchodzi się na cmentarz przez dwie trójkątnie zwieńczone bramki. Elementem centralnym jest drewniany krzyż ze stylizowaną, geometryczną glorią. Obok niego zamontowano trzy mniejsze, żeliwne, ażurowe krzyże, typowe dla cmentarzy austriackich. Dwa z nich to dwuramienne krzyże lotaryńskie, jeden to krzyż łaciński. Nagrobki żołnierzy ustawione są w rzędach, zarówno równoległych, jak i prostopadłych. Nagrobki te mają postać betonowych stel z tabliczką blaszaną i żeliwnym krzyżem, wykonanym wg projektu Gustawa Ludwiga. Pozostałe nagrobki to oryginalne nagrobki wykonane jeszcze przez Austriaków podczas budowy cmentarza. Są to takie same, ale nieodnowione stele. Mają dwa rodzaje krzyży: dwuramienne lotaryńskie i jednoramienne krzyże maltańskie, ponadto posiadają prostokątne betonowe obwódki nagrobków (na grobach legionistów ich brak).

## Polegli
W 11 grobach zbiorowych i 32 pojedynczych pochowano tu 100 żołnierzy, w tym:
- 31 żołnierzy armii austro-węgierskiej, w tym 9 legionistów polskich. Legioniści polscy walczyli w 1 i 5 pułku piechoty, a polegli w grudniu 1914 r. podczas bitwy pod Łowczówkiem. Żołnierze austro-węgierscy walczyli głównie w 80. złoczowskim pułku piechoty landszturmu;
- 69 żołnierzy armii rosyjskiej. Zidentyfikowano tylko dwóch. Jeden z nich walczył w 173 Kamienieckim Pułku Piechoty.

## Losy cmentarza
Pierwotnie ogrodzenie cmentarza tworzył drewniany płot segmentowy. Wchodziło się na cmentarz przez dwie trójkątnie zwieńczone bramki. Płot jednak z czasem zbutwiał. Później na cmentarz prowadziło tylko jedno wejście przez bramę wykonaną z metalowych prętów. Na bramie umieszczono datę 1914. Płot zastąpiono żywopłotem. Oryginalny drewniany krzyż ze stylizowaną, geometryczną glorią, podobnie jak płot zbutwiał z czasem. Zastąpił go mniejszy krzyż bez glorii.
W latach 2016–17 cmentarz odnowiono, ogrodzeniu został przywrócony pierwotny wygląd. Ustawiono nowy drewniany krzyż na wzór pierwotnego wraz ze stylizowaną, glorią, odnowiono również nagrobki. 14 maja 2017 roku odbyło się uroczyste poświęcenie odnowionego cmentarza.
|  |  |  |  |

|  |  |  |  |